# Eket (Szwecja)
Eket – miejscowość (tätort) w Szwecji, w regionie administracyjnym (län) Skania, w gminie Örkelljunga.
Według danych Szwedzkiego Urzędu Statystycznego liczba ludności wyniosła: 412 (31 grudnia 2015), 383 (31 grudnia 2018) i 406 (31 grudnia 2019).

## Sport
W Eket siedzibę ma klub Ekets GoIF. Od sezonu 2024 klub gra w szóstej lidze szwedzkiej piłki nożnej.